# 総合病院南生協病院
総合病院 南生協病院（そうごうびょういん みなみせいきょうびょういん）は、愛知県名古屋市緑区南大高2丁目204番地にある病院である。南医療生活協同組合が運営を行っている。旧所在地は愛知県名古屋市南区三吉町6丁目8番地。

## 概要
二次救急指定病院に指定されている。313床を備える（一般病棟：245床、地域包括ケア病棟：48床、緩和ケア病棟：20床）。公益財団法人日本医療機能評価機構認定病院（病院評価結果は3rdG:Ver.2.0（4回目、2019年（令和元年）8月9日認定、2021年（令和3年）3月31日認定有効期限））。
全日本民主医療機関連合会（民医連）に加盟している。

## 沿革
- 1976年（昭和51年）11月 - 開院。
- 1979年（昭和54年） - 救急指定病院の認定を受ける。
- 1981年（昭和56年） - 院内学級「あすなろ学級」（名古屋市立千鳥小学校分校）を設置。
- 1982年（昭和57年） - みなみ診療所を合併。
- 1992年（平成4年）4月 - 総合病院となる。
- 2004年（平成16年）6月21日 - 日本医療機能評価機構の認定を受ける。
- 2006年（平成18年）5月 - ISO 9001認証を取得。
- 2007年（平成19年） - プライバシーマークを取得。
- 2010年（平成22年）3月23日 - 愛知県名古屋市緑区大高町字平子36へ新築移転。院内学級の「あすなろ学級」は名古屋市立大高南小学校分校となる。
- 2015年（平成27年）9月12日 - 同日に行われた緑区の町名変更に伴い、所在地が南大高2丁目204番地となる[4]。

## 診療科目
この節の出典
- 内科
- 神経内科
- リウマチ科
- 呼吸器内科
- 循環器内科
- 消化器内科
- 腎臓内科
- 小児科
- 小児外科
- 外科
- 呼吸器外科
- 脳神経外科
- 整形外科
- 放射線科
- 消化器外科
- 乳腺外科
- 肛門外科
- 眼科
- 耳鼻いんこう科
- 皮膚科
- 泌尿器科
- 産婦人科
- 精神科

## 医療機関の認定
この節の出典
- 保険医療機関
- 労災保険指定医療機関
- 生活保護法指定医療機関
- 指定自立支援医療機関（更生医療）
- 指定自立支援医療機関（精神通院医療）
- 身体障害者福祉法指定医の配置されている医療機関
- 高齢者の医療の確保に関する法律（昭和57年法律第80号）第7条第1項に規定する医療保険各法及び同法に基づく療養等の給付の対象とならない医療並びに公費負担医療を行わない医療機関
- 結核指定医療機関
- 指定小児慢性特定疾病医療機関
- 戦傷病者特別援護法指定医療機関
- 原子爆弾被害者医療指定医療機関
- 原子爆弾被害者一般疾病医療取扱医療機関
- 公害医療機関
- 臨床研修病院
- 特定疾患治療研究事業委託医療機関
- DPC対象病院

## 設備

### 病児保育室にこにこ
小児科医・看護師・保育士の連携のもとで、症状に合わせて保育・看護を行っている。

### コープフィットネスクラブwish
理学療法士を中心とする「医療」を、「トレーニング科学」と組み合わせることで、「エビデンス（根拠）に基づいたメニュー作成・指導」を提供している。

### 旅行代理店 みなみツーリスト
高齢者、障がい者でも利用できるバリアフリーの宿・交通機関を紹介する。

### 多世代交流館だんらん
調理室、和室を備えており、料理教室や文化講座が開かれる。

## 関連施設
- かなめ病院（名古屋市南区）
- 星崎診療所（名古屋市南区）
- たから診療所（名古屋市南区）
- 桃山診療所（名古屋市緑区）
- よってって在宅診療所（名古屋市緑区）
- 富木島診療所（東海市）
- みなみ歯科診療所（名古屋市南区）
- 生協ひまわり歯科（知多市）

## 交通アクセス
この節の出典
- JR東海道本線「南大高駅」から徒歩で約3分。
- 名古屋市営バス「鳴子13号、鳴海11号（右回り・左回り）、鳴海12号」系統乗車、「南大高駅」停留所から徒歩で約3分。
- 名古屋市営バス「緑巡回」系統乗車、「南大高駅東」停留所下車、徒歩で200ｍ。

## 関連書籍・映像
- 『協同っていいかも？ 南医療生協いのち輝くまちづくり50年』 - 西村一郎、2011年（平成23年）、合同出版（ISBN：978-4-7726-1044-5）（生協総合研究所の第9回生協総研賞特別賞） [11]。
- 映画『だんらんにっぽん 愛知・南医療生協の奇跡』（ドキュメンタリ） - 2012年（平成24年）公開。

## 周辺
- イオンモール大高
- 名古屋市立大高南小学校
- 名古屋銀行大高支店
- 岡崎信用金庫大高支店